# دانييل هولمز
دانييل هولمز (بالإنجليزية: Danny Holmes)‏ (6 يناير 1989 المملكة المتحدة - ) هو لاعب كرة قدم بريطاني يلعب كمدافع.

## وصلات خارجية
دانييل هولمز على موقع الاتحاد الأوربي (الإنجليزية)
- دانييل هولمز على موقع قاعدة بيانات كرة القدم.إي يو (الإنجليزية)
- دانييل هولمز على موقع Soccerbase.com (لاعب) (الإنجليزية)
- دانييل هولمز على موقع Soccerway.com (الإنجليزية)